# Österreichische Judo-Damen-Mannschaftsmeisterschaft 2013
Die Österreichische Judo-Damen-Mannschaftsmeisterschaft 2013 ermittelte zum 32. Mal den Österreichischen Mannschaftsmeisters im Judo. Sie wurde vom Österreichischen Judoverband ausgetragen. Sieger war zum 7. Mal der Vereinsgeschichte der Samurai Wien.

## Tabelle
| Position | Mannschaft          | Ort               | Bundesland       | Quelle |
| -------- | ------------------- | ----------------- | ---------------- | ------ |
| 1        | Samurai Wien        | Leopoldstadt      | Wien             | [ 2 ]  |
| 2        | WAT Stadlau         | Stadlau           | Wien             | [ 3 ]  |
| 3        | Shiaido Wr. Neudorf | Wiener Neustadt   | Niederösterreich | [ 4 ]  |
| 4        | UJZ Mühlviertel     | Niederwaldkirchen | Oberösterreich   | [ 3 ]  |

Stand: 2025-03-16

## Begegnungen
| Datum             | Ort            | Mannschaft 1 | Mannschaft 2    | Siege 1 | Siege 2 | Quelle |
| ----------------- | -------------- | ------------ | --------------- | ------- | ------- | ------ |
| 30. November 2013 | Wiener Neudorf | Samurai Wien | UJZ Mühlviertel | 5       | 0       | [ 4 ]  |

## Kader des österreichischen Meisters
| Mannschaft   | Name          | Land    | # | S | U | N | Quelle |
| ------------ | ------------- | ------- | - | - | - | - | ------ |
| Samurai Wien | Hilde Drexler | Austria | 3 | 3 | 0 | 0 | [ 4 ]  |

Legende: S = Siege, N = Niederlagen, U = Unentschieden, UBW = Unterbewertung